# Bust femení (Juli González)
Bust femení és una escultura (ferro retallat, forjat i corbat) de 48,5 x 26,8 x 14,5 cm realitzada a París per Juli González i Pellicer cap als anys 1935-1936, la qual es troba al Museu Nacional d'Art de Catalunya.

## Context històric i artístic
Juli González, figura cabdal de les avantguardes europees, va crear un nou llenguatge escultòric propi, fruit de la seua experimentació formal amb el ferro. Influenciat pel cubisme i el surrealisme i amb el suport dels seus amics Pablo Picasso i Pau Gargallo, però gràcies sobretot al seu treball constant i solitari, va dur a terme una sòlida producció, tot experimentant diversos camins. Així, en la dècada del 1930 va adoptar un llenguatge filiforme a partir de l'ús del fil de ferro, que li permetia dibuixar en l'espai, però al mateix temps va donar forma a planxes de ferro per a representar fragments del cos humà que es poden relacionar amb La Montserrat (cap al 1936-1937), una de les obres cabdals de la seua producció i amb la qual culminava la seua recerca personal entre tradició i innovació.
Fou un llegat de Roberta González (filla de l'artista) de l'any 1976, el qual ingressà al MNAC el 1992 amb el número de catàleg 200315.

## Descripció
Bust femení representa la part frontal d'un cos de dona sense cap ni extremitats, en què el ple volum és suggerit de manera magistral tot i ser buit per darrere. Amb una evident economia formal, però amb una gran riquesa creativa, González no només va saber extreure insospitades possibilitats expressives d'una simple planxa de ferro, sinó que va ésser capaç d'assolir la síntesi entre la matèria i l'espai. L'artista va transformar la realitat observada a partir d'un element formal concret, que en aquesta ocasió és una silueta humana -un bust femení-, però no li va interessar fer una mera descripció d'aquesta realitat, sinó que va donar prioritat absoluta a la representació de la idea.